# Grassac
Grassac é uma comuna francesa na região administrativa da Nova Aquitânia, no departamento de Charente. Estende-se por uma área de 28,23 km². Em 2010 a comuna tinha 320 habitantes (densidade: 11,3 hab./km²).